# Emberá-Wounaan
Emberá-Wounaan – region autonomiczny (comarca) we wschodniej części Panamy. Stolica: Unión Chocó. Ludność: 12 528 (2018, szacowana), powierzchnia: 4383,6 km². Składa się z dwóch części: południowej - departamentu Sambú będącego enklawą na terytorium prowincji Darién i północnej - departamentu Cémaco  graniczącego od wschodu z Kolumbią, od północy z Kuna Yala, a od zachodu i południa z prowincją Darién. Istnieje od 1983 roku. Terytorium regionu to wilgotna i bagnista dżungla zamieszkana przez Indian Emberá i Wounaan (z grupy Chocó). Wskaźnik rozwoju społecznego HDI: 0,481 (niski)

## Podział administracyjny
Emberá-Wounaan składa się w dwóch dystryktów:
| Nazwa  | Powierzchnia | Populacja (2004) | Stolica      | corregimientos                                |
| ------ | ------------ | ---------------- | ------------ | --------------------------------------------- |
| Cémaco | 3089,2       | 7 040            | Unión Chocó  | Cirilo Guainora, Lajas Blancas, Manuel Ortega |
| Sambú  | 1294,3       | 2 229            | Puerto Indio | Río Sábalo, Jingurudó                         |